# يوسوكي ميزوي
يوسوكي ميزوي (باليابانية: 溝井 洋輔) (21 ديسمبر 1971 في كاناغاوا في اليابان – )؛ هو لاعب كرة قدم سابق كان يلعب كمدافع.